# Свято іменного снопа

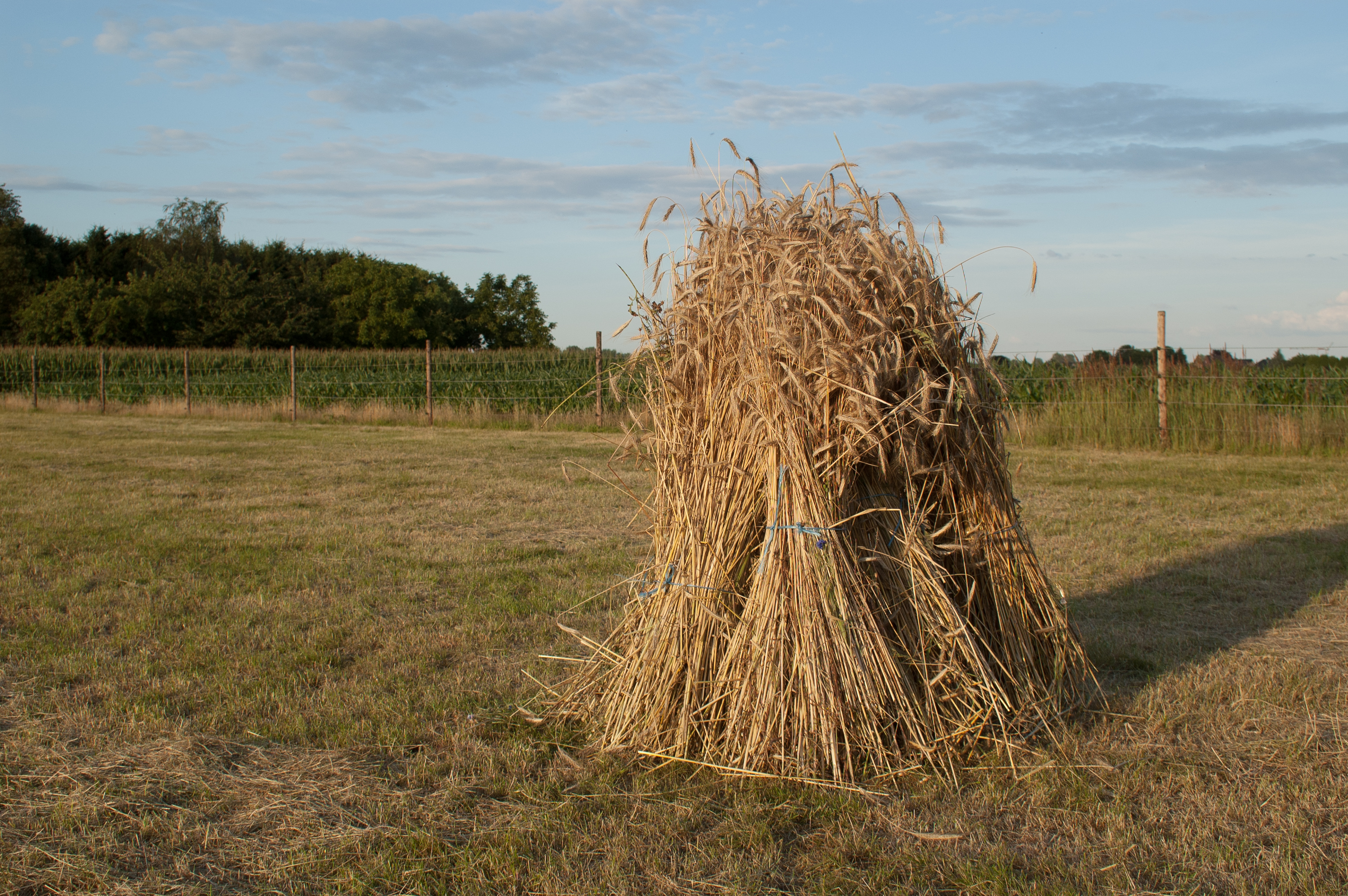
Складені снопи

Свято іменного снопа  - свято що  відзначається у  народі 29 липня 
. Цього дня в’язальниці йшли в поле одягнені в святкові кофтини та підперезані гарними фартушками. І не босі, як завжди, а в легкому шкіряному чи брезентовому взутті. Під час цього дійства співали пісні
.
Коли жито, пшениця або ячмінь вже починали дозрівати, господиня брала хліб, сіль, “свічку-громничку” та йшла в поле “зажинати ниву”. У деяких регіонах, крім “зажинок”, робили на додачу й “закрутки”, щоб руки лиходія не зіпсувала хліба. Найстарша з жінок, взявши у жменю колоски, завязувала його вузлом, в результаті виходила “закрутка” .
З неї і починався іменний сніп, який мав простояти до молотьби під святими образами. Іменний сніп  обмолочували окремо, а його зерна освячували у церкві та перед засівом змішували із насінням. Обмолочений, він роздавався по зернятках, людям та худобі. Соломою із першого снопа годували худобу, щоб вона не хворіла. 
За народною прикметою якщо такий день дощовий, то зерно в снопах може прорости, тобто, необмолочене – згниє
.